# 限制理論

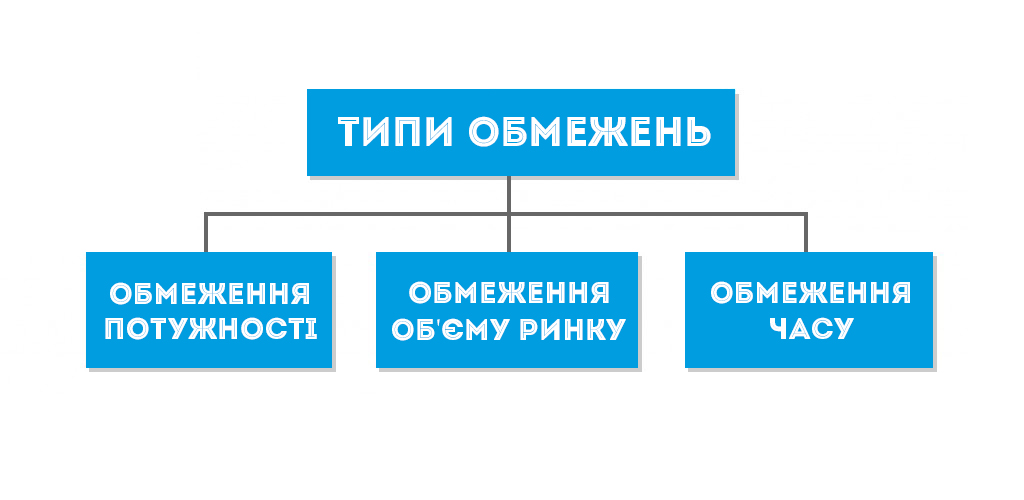
限制理论示意图

限制理論（Theory of Constraints，TOC），是以尋找限制因素（英語：Constrain）為核心的管理範式。由以色列學者伊利雅胡·高德拉特所發展出來的全方面的管理哲學，主張一個複雜的系統隱含著簡單化。即使在任何時間，一個複雜的系統可能是由成千上萬人和一系列設備所組成。但是只有非常少的變數或只有一個，稱為限制(或瓶頸)，它會限制（或阻礙）此系統達到更高的目標。

## 思考程序
TOC的思考程序可協助答覆專注於改善時的主要問題：
1. 什麼要改變？（英語：What to Change?）
2. 要改變成什麼？（英語：What to Change to?）
3. 如何造成改變？（英語：How to Cause the Change?）

有時，另外兩個問題也會被列為思考程序：
1. 為什麼要改變？
2. 如何保持持續改善的過程（英語：Process of ongoing improvement-POOGI）？

TOC主張任何組織或企業成立之時必然有一目標，但同時也存在著許多限制阻礙組織或企業達成這個目標。因此為了達成其更高的績效，就必須打破這些限制，做到持續的改進。

### 註腳
1. ↑  林俊哲. . 安瑟管理 Anser Consulting. 2017-04-26  [2024-11-24]. （原始内容存档于2023-03-29）.

### 延伸閱讀
- Goldratt, Eliyahu M.  .
- Goldratt, Eliyahu M.; Cox, Jeff.  .